# Presión de arrastre

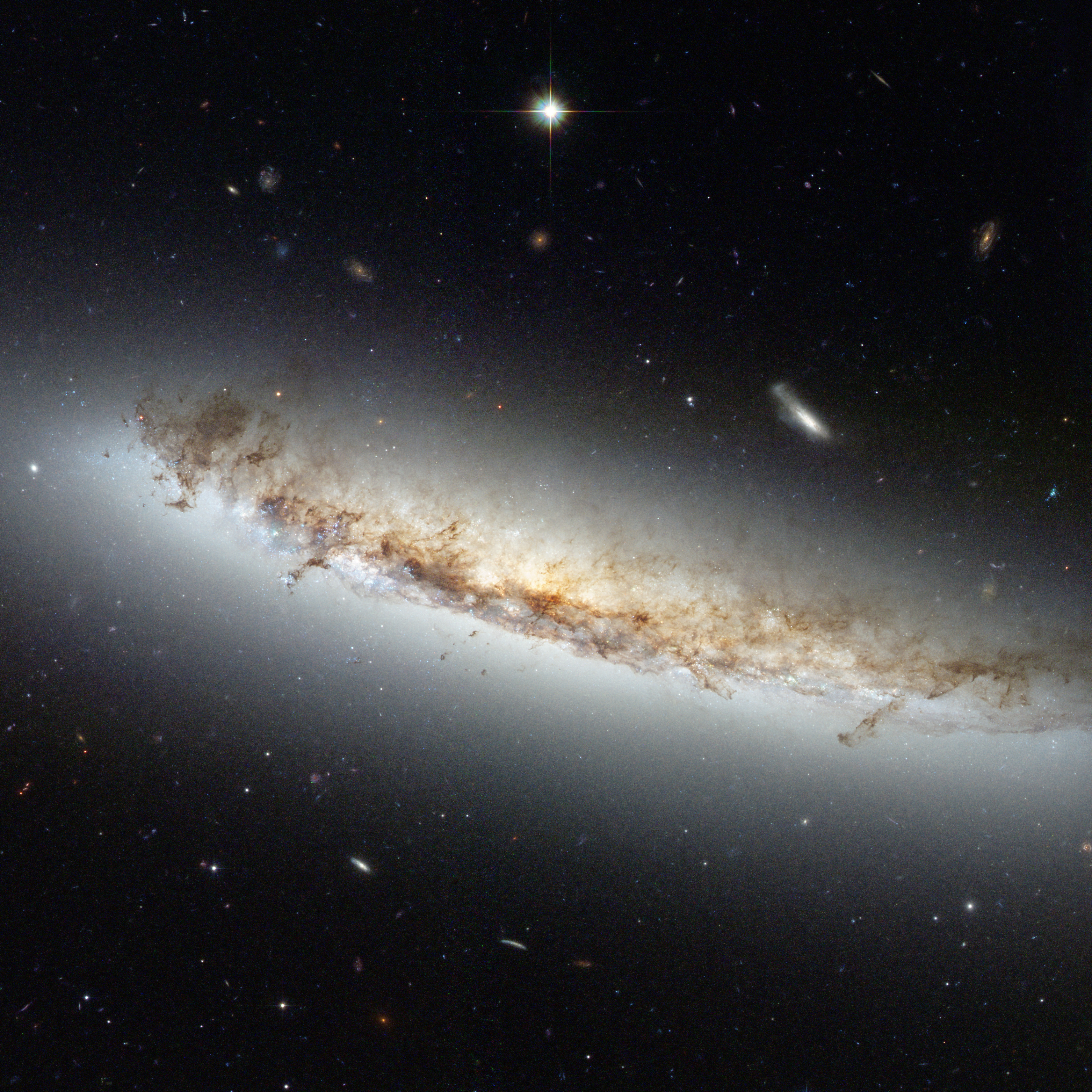
Eliminación de la presión de arrastre en NGC 4402 mientras cae hacia el Supercúmulo de Virgen (imagen fuera, hacia la parte inferior izquierda). Observe el polvo (marrón) que se esconde detrás (hacia la parte superior derecha) de la galaxia, en comparación con el borde de entrada sin polvo (azul-blanco).

La presión de arrastre es una presión ejercida sobre un cuerpo que se mueve a través de un medio fluido, causada por el movimiento relativo de masa del fluido en lugar de un movimiento térmico aleatorio. Provoca una fuerza de arrastre que se ejerce sobre el cuerpo. La presión de arrastre se da en forma de tensor como: {\displaystyle P_{\text{ram}}=\rho u_{i}u_{j}}
dónde {\displaystyle \rho } es la densidad del fluido; este es el flujo impulsor por segundo en la dirección {\displaystyle i} a través de una superficie normal a la dirección {\displaystyle j}, siendo {\displaystyle u_{i},u_{j}} las componentes de la velocidad del fluido en esas direcciones. El tensor total de estrés de Cauchy {\displaystyle \sigma _{ij}} es la suma de esta presión de arrastre y la presión térmica isótropa (en ausencia de viscosidad ).
En el caso simple cuando la velocidad relativa es normal a la superficie y el momento se transfiere completamente al objeto, la presión de arrastre se convierte en: {\displaystyle P_{\text{ram}}=\rho u^{2}} .

## Derivación

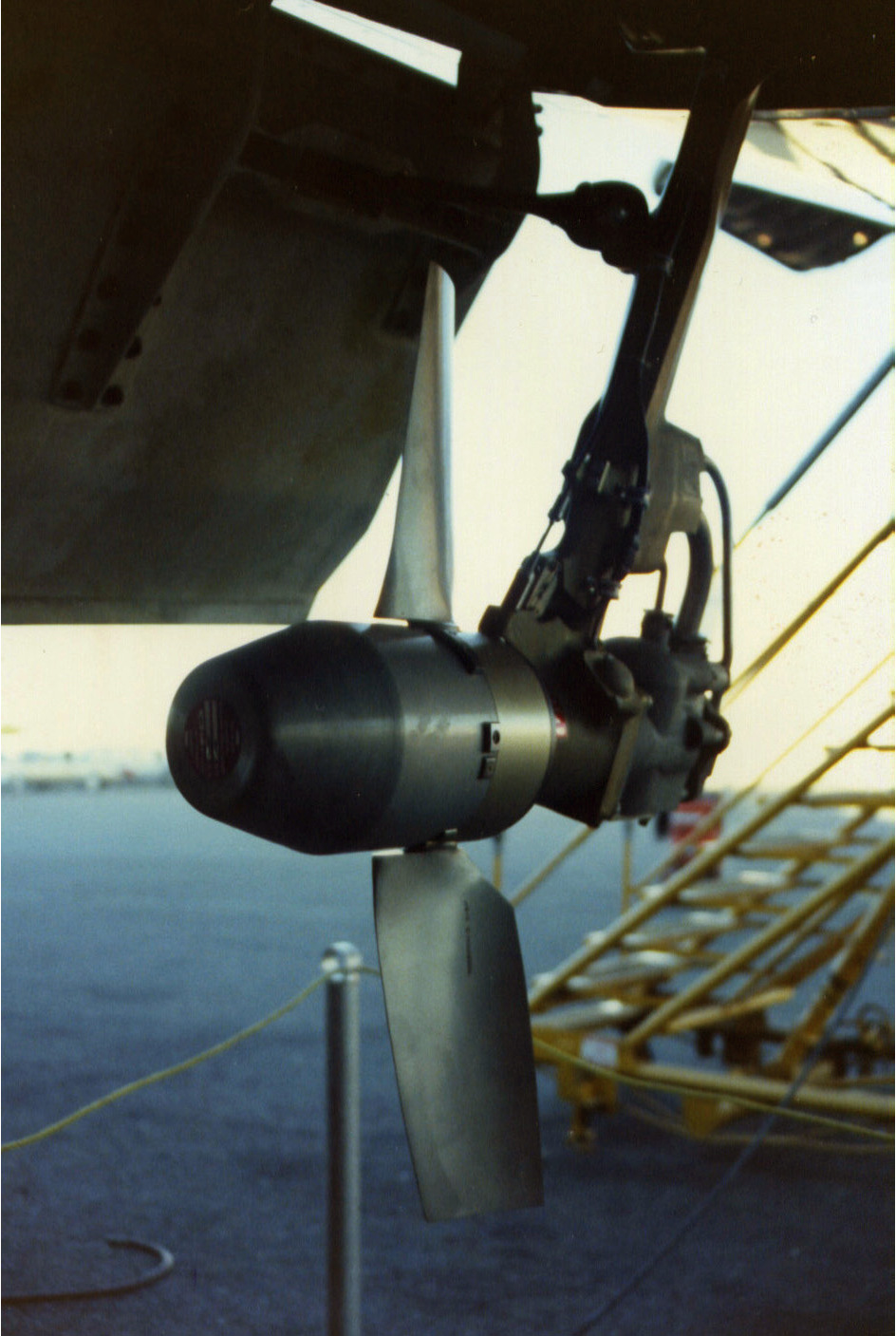
Un ejemplo de turbina de aire ramo (RAT). Los RAT generan energía mediante la rotación de la turbina mediante la presión de ariete.

La forma euleriana de la ecuación del momento de Cauchy para un fluido es
{\displaystyle \rho {\frac {\partial {\vec {u}}}{\partial t}}=-{\vec {\nabla }}p-\rho ({\vec {u}}\cdot {\vec {\nabla }}){\vec {u}}+\rho {\vec {g}}}
por presión isótropa {\displaystyle p}, donde {\displaystyle {\vec {u}}} es la velocidad del fluido, {\displaystyle \rho } la densidad del fluido, y {\displaystyle {\vec {g}}} la aceleración gravitatoria. La tasa euleriana de cambio del momento en la dirección {\displaystyle i} en un punto es así (utilizando la notación de Einstein ):
{\displaystyle {\begin{aligned}{\frac {\partial }{\partial t}}(\rho u_{i})&=u_{i}{\frac {\partial \rho }{\partial t}}+\rho {\frac {\partial u_{i}}{\partial t}}\\&=u_{i}{\frac {\partial \rho }{\partial t}}-{\frac {\partial p}{\partial x_{i}}}-\rho u_{j}{\frac {\partial u_{i}}{\partial x_{j}}}+\rho g_{i}.\end{aligned}}}
Sustituyendo la conservación de la masa, expresada como
{\displaystyle {\frac {\partial \rho }{\partial t}}=-{\vec {\nabla }}\cdot (\rho {\vec {u}})=-{\frac {\partial (\rho u_{j})}{\partial x_{j}}}} ,
esto es equivalente a
{\displaystyle {\begin{aligned}{\frac {\partial }{\partial t}}(\rho u_{i})&=-{\frac {\partial p}{\partial x_{i}}}+\rho g_{i}-{\frac {\partial }{\partial x_{j}}}(\rho u_{i}u_{j})\\&=-{\frac {\partial }{\partial x_{j}}}\left[\delta _{ij}p+\rho u_{i}u_{j}\right]+\rho g_{i}\end{aligned}}}
En este contexto, la presión de arrastre es la transferencia de impulso por advección (flujo de materia que transporta impulso a través de una superficie hacia un cuerpo). La masa por unidad de segundo que fluye en un volumen {\displaystyle V} limitada por una superficie {\displaystyle S} es
{\displaystyle -\oint _{S}\rho {\vec {u}}\cdot \mathrm {d} {\vec {S}}}
y el impulso por segundo que transporta al cuerpo es
{\displaystyle -\oint _{S}{\vec {u}}\rho {\vec {u}}\cdot \mathrm {d} {\vec {S}}=-\int _{V}{\frac {\partial }{\partial x_{j}}}\left[u_{i}\rho u_{j}\right]\mathrm {d} V,}
iigual al término de presión de ariete. Esta discusión puede extenderse a las fuerzas de "arrastre"; si toda la materia incidente sobre una superficie transfiere todo su impulso al volumen, esto es equivalente (en términos de transferencia de momento) a la materia que entra en el volumen (el contexto anterior). Por otra parte, si sólo se transfiere la velocidad perpendicular a la superficie, no existen fuerzas de corte, y la presión efectiva sobre esta superficie aumenta en
{\displaystyle P_{\text{ram}}=\rho u_{n}^{2}} ,
dónde {\displaystyle u_{n}} es la componente de velocidad perpendicular a la superficie.

## Ejemplo: presión del aire a nivel del mar
¿Cuál es la presión del aire en el nivel del mar a 100 mph ?

### Unidades imperiales
ρ = .0023769 densidad del aire al nivel del mar ( slugs /  ft3 )
v 2 = 147 2 (100 mph = 147 ft/seg)
P = 0,5 * ρ * v 2
P = 25,68 (presión en lbf/ft2)

### Unidades SI
ρ = 1,2250 densidad del aire en el nivel del mar (kg/m 3 )
v 2 = 44,7 2 (100 mph = 44,7 m/s)
P = 0,5 * ρ * v 2
P = 1224 (presión en Pa = N/m 2 )
| Altitud (fts) | Densidad del aire (slugs/ft3 ) | Altitud (m) | Densidad del aire (kg/m 3 ) |
| ------------- | ------------------------------ | ----------- | --------------------------- |
| nivel del mar | 0,0023769                      | 0           | 1,2250                      |
| 5.000         | 0,0020482                      | 1.524       | 1,0556                      |
| 10.000        | 0,0017555                      | 3.048       | 0,9047                      |
| 20.000        | 0,0012673                      | 6.096       | 0,6531                      |
| 50.000        | 0,0003817                      | 15.240      | 0,1967                      |
| 100.000       | 0,0000331                      | 30.480      | 0,0171                      |

## Ejemplos astrofísicos de presión de ariete

### Eliminación de presión de arrastre galáctico

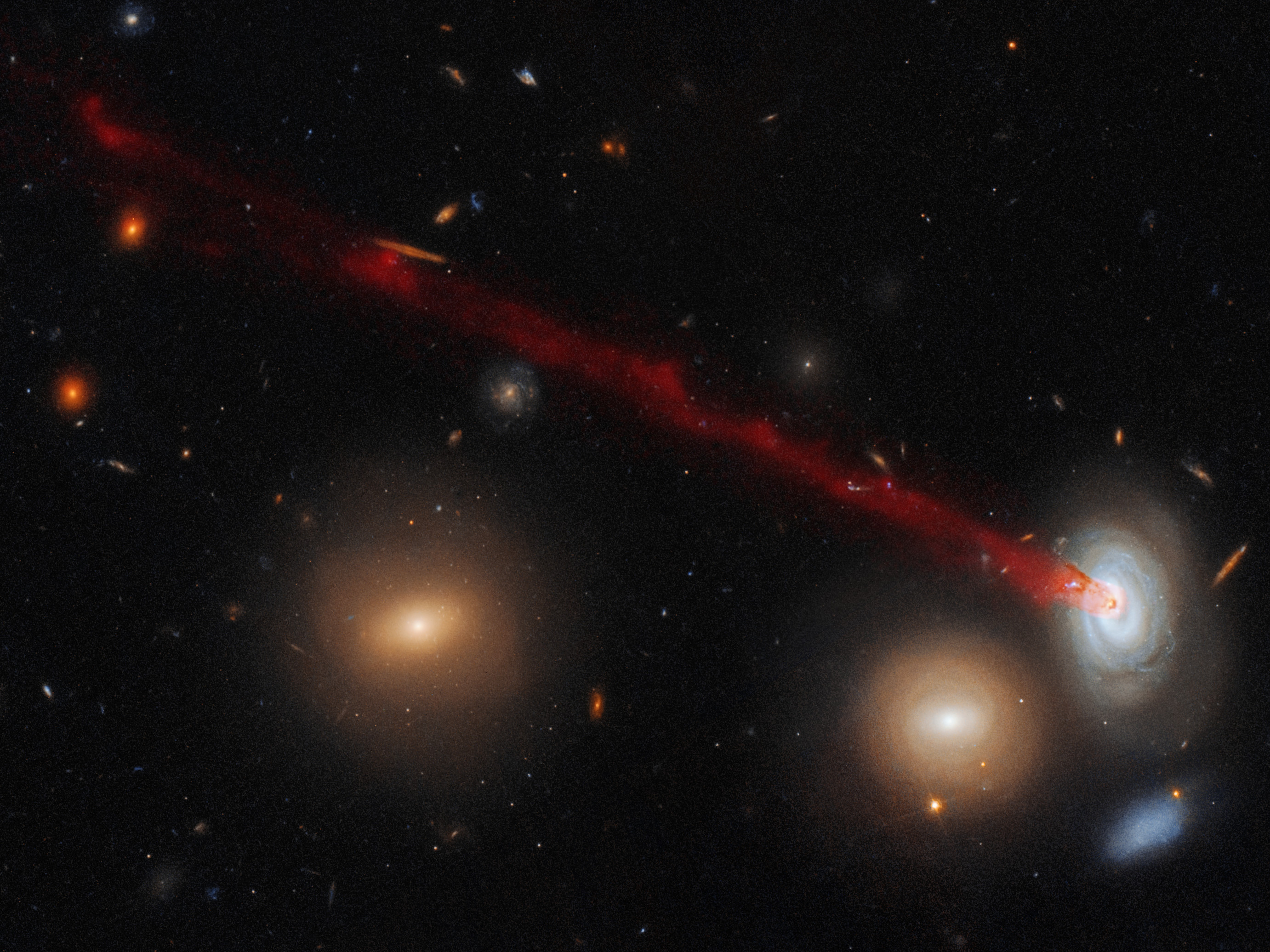
Las colas de la galaxia espiral D100, que se encuentran en el cúmulo Coma, se crean mediante la eliminación de la presión de ariete.

Dentro de la astronomía y la astrofísica, James E. Gunn y J. Richard Gott sugirieron por primera vez que las galaxias de un cúmulo de galaxias que se mueven a través de un medio caliente intracúmulo experimentarían una presión de
{\displaystyle P_{r}\approx \rho _{e}v^{2}}
dónde {\displaystyle P_{r}} es la presión de ariete, {\displaystyle \rho _{e}} la densidad de gas intracluster, y {\displaystyle v} la velocidad de la galaxia respecto al medio. Esta presión puede extraer el gas de la galaxia donde, esencialmente, el gas está ligado gravitacionalmente a la galaxia con menos fuerza que la fuerza del "viento" del medio intracumulo debido a la presión de ariete. En la imagen de NGC 4402 se puede ver la evidencia de esta eliminación de la presión de ariete. Estas galaxias desnudas de la presión de arrastre a menudo tendrán una gran cola arrastrada y por eso se llaman comúnmente "galaxias medusas".
Se cree que la eliminación de la presión de arrastre tiene efectos profundos en la evolución de las galaxias. A medida que las galaxias caen hacia el centro de un cúmulo, más y más de su gas se elimina, incluido el gas frío y más denso que es la fuente de la formación estelar continua. Las galaxias espirales que han caído al menos en el núcleo de los cúmulos de Virgo y Coma han tenido su gas (hidrógeno neutro) agotado así y las simulaciones sugieren que este proceso puede pasar relativamente rápido, con un agotamiento del 100% en 100. millones de años a unos pocos miles de millones de años más graduales.
La observación por radio reciente de la emisión de monóxido de carbono (CO) de tres galaxias ( NGC 4330, NGC 4402 y NGC 4522 ) en el cúmulo de Virgo apuntan a que el gas molecular no se elimina, sino que se comprime por la presión de ariete. El aumento de la emisión de Hα, un signo de formación de estrellas, corresponde a la región de CO comprimido, lo que sugiere que la formación de estrellas se puede acelerar, al menos temporalmente, mientras se continúa la separación de hidrógeno neutro de la presión de ariete.
Más recientemente, se ha demostrado que la presión de arrastre también puede provocar la eliminación de gas en las galaxias enanas aisladas que se hunden a través de la red cósmica (el llamado proceso de extracción de la red cósmica). Aunque la sobredensidad típica dentro de la red cósmica es significativamente menor que la que se encuentra en torno a los cúmulos de galaxias, la alta velocidad relativa entre una enana y la red cósmica hace que la presión de arrastre sea eficiente. Éste es un mecanismo atractivo para explicar no sólo la presencia de galaxias enanas aisladas lejos de los cúmulos de galaxias con una relación de abundancia de hidrógeno a masa estelar especialmente baja, sino también la compresión del gas en el centro de una galaxia enana y el posterior reinicio de la formación estelar .

### presión de arrastre y (re)entrada atmosférica
Un meteoroide que viaja de forma supersónica por la atmósfera terrestre produce una onda de choque generada por la compresión extremadamente rápida del aire frente al meteoroide. Es principalmente esta presión de arrastre (en lugar de fricción ) la que calienta el aire que, a su vez, calienta el meteoroide mientras fluye a su alrededor.

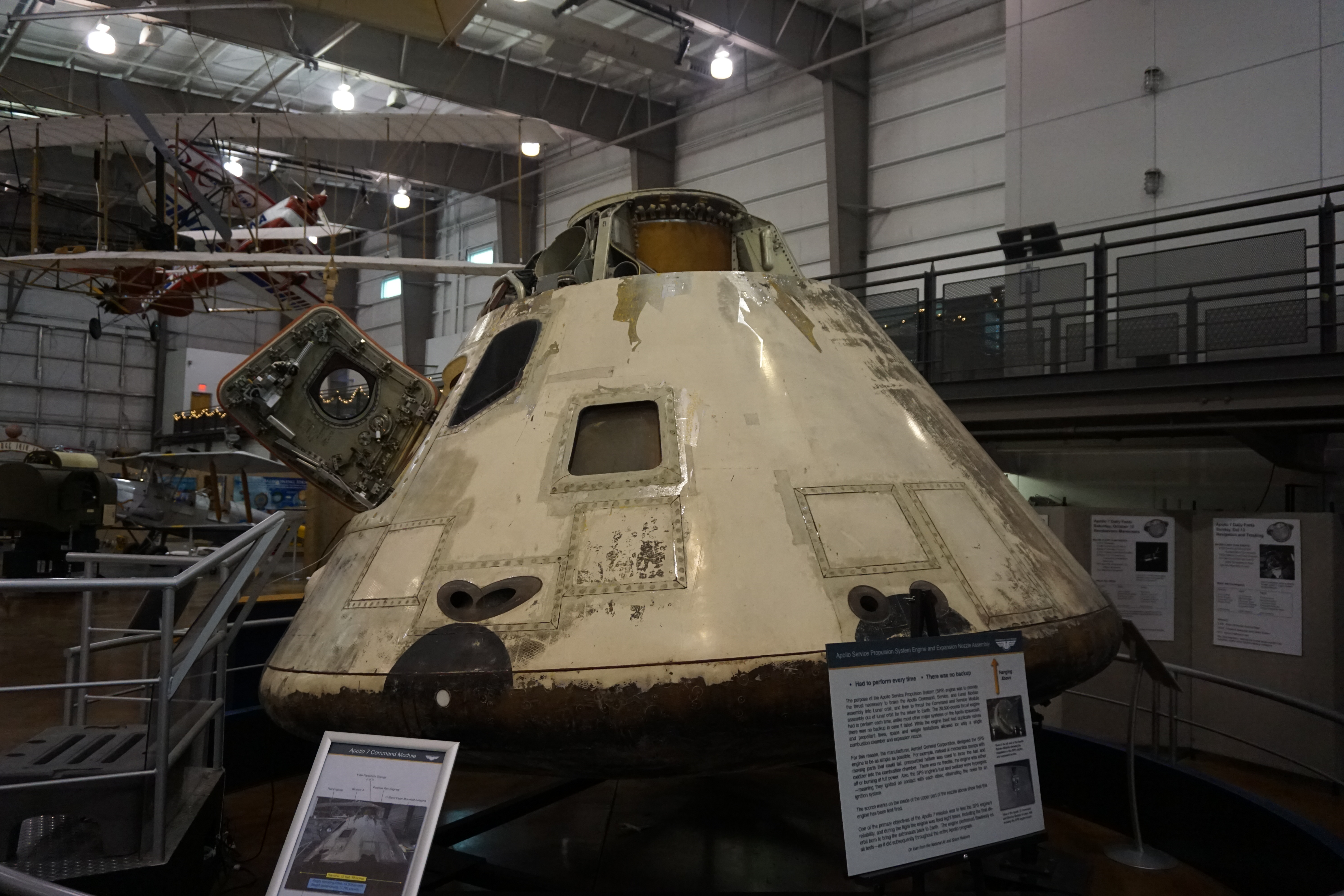
Módulo de mando Apollo 7

Harry Julian Allen y Alfred J. Eggers de NACA utilizaron una visión sobre la presión de arrastre para proponer el concepto de cuerpo rom : un cuerpo grande y contundente que entra en la atmósfera crea una capa límite de aire comprimido que sirve como amortiguador entre la superficie corporal y el aire calentado por compresión. En otras palabras, la energía cinética se convierte en aire calentado a través de la presión de ariete, y ese aire calentado se aleja rápidamente de la superficie del objeto con una interacción física mínima y, por tanto, un calentamiento mínimo del cuerpo. Esto era contra-intuitivo en ese momento, cuando se suponía que los perfiles nítidos y simplificados eran mejores. Este concepto de cuerpo romo se utilizó en las cápsulas de la era Apolo .